# Йоква
Йо́ква (рос. Ёква) — селище у складі Нижньотагільського міського округу Свердловської області.
Населення — 8 осіб (2010, 14 2002).
Національний склад станом на 2002 рік: росіяни — 93 %.